# Араґац
Араґа́ц (вірм. Արագած) — згаслий вулкан на Вірменському вулканічному нагір'ї у Вірменії. Найвища гора Вірменії — 4095 м.
Араґац — це андезитобазальтовий вулканічний конус на лавовому плато, площа становить близько 9 тисяч км². На вершині незначні фірнові поля.
Має 4 вершини, найвища — північна (4094 м), висота західної — 4007 м  східної — 3916 м, південної — 3879 м. Є конусом периметром до 200 км. Між вершинамі розташований вулканічний кратер завглибшки 350 м і завширшки 2,5 км. На південно-східному схилі розташована Бюраканська обсерваторія, на північно-західному — Манташське водосховище.
Пологі схили, вкриті високогірними луками, використовуються під пасовиська.
Арагац — у вірменській міфології гора (Арагац), сестра Масіс (Арарат). Згідно з міфом, Арагац і Масіс, які люблять один одного, знічев'я посварилися. Марно намагалася їх помирити гора Марута Cap. Розгнівана, вона прокляла обох — вони виявилися назавжди розлученими.
За міфом, що склався після поширення християнства, на вершині Арагаца молився Григорій Просвітитель — (проповідник християнства, перший католікос  Вірменії, кін. ІІІ — поч. IV ст.). Ночами йому, нібито, світила лампада, що звішуватися з неба без мотузки.